# Cosmos 347
Cosmos 347 (en cirílico, Космос 347) fue un satélite artificial militar soviético perteneciente a la clase de satélites DS (de tipo DS-P1-Yu) y lanzado el 12 de junio de 1970 mediante un cohete Kosmos-2I desde el cosmódromo de Plesetsk.

## Objetivos
Cosmos 347 fue parte de un sistema de satélites utilizados como objetivos de prueba para el sistema de radares antibalísticos soviéticos. Los satélites del tipo DS-P1-Yu fueron desarrollados por V. M. Kovtunenko en la OKB-586 y fueron utilizados hasta 1978, con un total de 78 lanzamientos.
El propósito declarado por la Unión Soviética ante la Organización de las Naciones Unidas en el momento del lanzamiento era realizar "investigaciones de la atmósfera superior y el espacio exterior".

## Características
El satélite tenía una masa de 400 kg (aunque otras fuentes indican 250 kg) y fue inyectado inicialmente en una órbita con un perigeo de 223 km y un apogeo de 2073 km, con una inclinación orbital de 48,4 grados y un periodo de 107,9 minutos.
Cosmos 347 reentró en la atmósfera el 7 de noviembre de 1971.

## Resultados científicos
El seguimiento y estudio del decaimiento orbital del lanzador de Cosmos 347 fue utilizado para realizar diversos estudios.